# Clavatula decorata
Clavatula decorata é uma espécie de gastrópodes do gênero Clavatula, pertencente a família Clavatulidae.